# Shine (Mother Love Bone)
Shine è l'EP d'esordio del gruppo statunitense dei Mother Love Bone pubblicato nel 1989.

## Tracce
1. Thru Fade Away - 3:45
2. Mindshaker Meltdown - 3:47
3. Half Ass Monkey Boy - 3:21
4. Chloe Dancer/Crown of Thorns - 8:24
5. Capricorn Sister[1] - 5:58